# Кисра-Смеа
Кисра-Смеа (ивр. כִּסְרַא-סֻמֵיעְ‎ ,араб. كسرا-سميع‎, Кисра-Сумей) — местный совет в Северном округе Израиля. Его площадь составляет 14,163 дунамов.

## История
Местный совет был создан в 1990 году объединением двух друзских деревень Кисра и Смиа.
На апрель 2019 года 95 % населения составляли друзы; остальные — христиане. В городе расположено святое для друзов место, а также памятник лидеру друзов и сирийскому националистическому революционеру Султану аль-Атрашу.

## Население
По данным Центрального статистического бюро Израиля, население на начало 2020 года составляло 8 818 человек.
Ежегодный прирост населения — 1,3 %.